# Cybocephalus brazzanus
Cybocephalus brazzanus is een keversoort uit de familie Cybocephalidae. De wetenschappelijke naam van de soort is voor het eerst geldig gepubliceerd in 1969 door Endrödy-Younga.